# Spårgeometri
Spårgeometri är en matematisk/geometrisk beskrivning av ett järnvägsspårs tredimensionella krökning horisontellt och vertikalt samt lutning mot horisontalplanet och där värdena beräknas med hänsyn till tågens hastighet.
Innan man bygger en ny järnväg måste ett stort konstruktionsarbete ligga till grund. Några viktiga områden är fastighetsbildning (det vill säga inköp av mark för den nya järnvägen), geoteknik (att marken verkligen håller för tunga tåg i höga hastigheter), dimensionering av banunderbyggnad (bank, skärning eller tunnel) samt projektering av banöverbyggnad (spår, kontaktledning och signalsystem).
Vid projekteringen måste spåret bestämmas i tre led (höjd- och sidled), allt med millimeterprecision. För att beräkna spårets teoretiska centrumlinjer krävs matematiska beräkningar, som kommer att begränsa hastigheten i såväl höjdled ("med- och motlut") som sidled ("kurvor"). Denna artikel om spårgeometri behandlar en del av dessa matematiska beräkningar, nämligen för horisontella kurvor och anslutande övergångskurvor (eller i klarspråk "spårets kurvor").

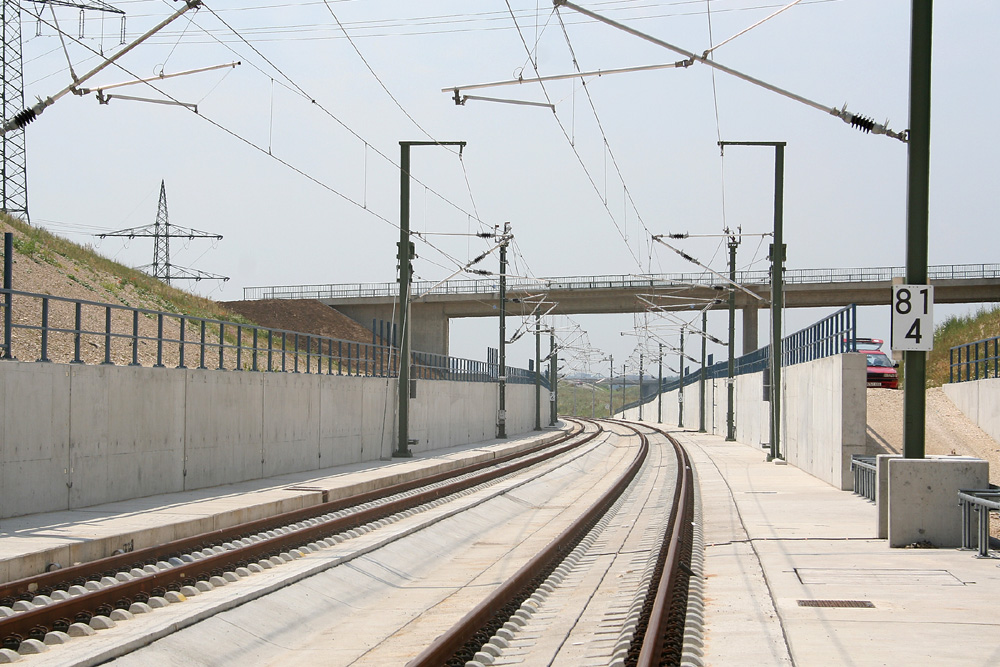
Rälsförhöjning i en kurva på höghastighetslinjen Nürnberg–Ingolstadt

## Spårvidd och spåravstånd
Spårvidden mäts mellan rälshuvudena 14 mm under rälsens överkant. I snäva kurvor (under 200 m radie) ökas spårvidden 10 – 30 mm, så kallat spårviddstillägg.
Spåravstånden är c/c-avståndet mellan två spår. Det är normalt i Sverige 4,5 m men ökas till 6 m mellan vartannat spår på bangårdar och fyrspår, bland annat för att få plats med signaler och kontaktledningsstolpar. Spåravstånd styrs av fordonens tillåtna bredd (lastprofil). I Tyskland är minsta spåravstånd 4,0 m, men där är lastprofilen lite smalare än i Sverige. Vid smalspår är vanligen spåravstånd lite mindre i och med smalare fordon. På höghastighetsbanor görs spåravståndet lite större på grund av luftdraget runt tåg.

## Horisontella kurvor
En horisontell kurva definieras med en kurvradie. Ju kortare radie desto snävare kurva och lägre största tillåten hastighet (STH). 
För att gångegenskaperna ska bli goda låter man alltid krökningsradien minska gradvis från oändlighet till den slutliga radien och vid kurvans slut åter öka radien till oändlig (= rakspår). Dessa kallas övergångskurvor (klotoider) och är matematiskt segment av spiraler. 
Vid S-kurvor lägger man oftast in en kort raksträcka mellan kurvorna så att tågen (särskilt tåg med lutande korg) ska hinna stabilisera sig.

### Rälsförhöjning
För att minska påverkan av centrifugalkraften i en kurva ges spåret även en lutning i sidled - rälsförhöjning (engelska "cant"). Den väljs så att delar av kraften elimineras vid största tillåtna hastighet (STH), men dock ej så stor att tåget lutar för mycket vid låg hastighet. Normalt är den mindre än 160 mm. Det mest normala i Sverige är att lägga upp 2/3 av det teoretiska maxvärdet av rälsförhöjningen vid blandad trafik, dock ej mer än 160 mm. Även rälsförhöjningen ökas kontinuerligt.
Rälsförhöjningen innebär att en passagerare pressas lite mot sätet i stället för åt sidan. Vanligen märker man ingenting, men känsliga passagerare upplever en viss "magkänsla" som kan ge illamående (väl känt hos X2000 med lutande korgar).
Eftersom både långsamma och snabba tåg ska gå på samma bana kompromissar man med lutningen. Man säger att man får ett rälsförhöjningsunderskott för de snabba tågen och ett överskott för de långsamma. Ett sätt att kompensera för detta är att använda lutande tåg.
Långsamtgående godståg på banor med stor rälsförhöjning innebär högre tryck på den inre rälen i kurvor. Det kan leda till utplattning av rälens huvud. Dessutom samverkar stor rälsförhöjning med den sidokraft som lokets dragkraft ger vid exempelvis start från stillastående i en snäv kurva med maximal rälsförhöjning. Det innebär att rälsförhöjningen måste begränsas för att hålla nere risken för urspårning och även vältning av vagnar inåt i kurvor. I sammanhanget måste hänsyn tas till dåligt spårläge och vagnar lastade så att tyngdpunkten är hög och ofördelaktigt sidoförskjuten i sidled. Risken för urspårning och vältning är särskilt stor vid exempelvis fjäderbrott i kombination med hög rälsförhöjning, dåligt spårläge samt hög och sidoförskjuten tyngdpunkt.
För höghastighetsbanor (över 250 km/h), där inga långsamma godståg går, kan lutningen ökas till 180 – 200 mm för att undvika alltför långa kurvradier. Se referens nedan. Det är dock inget som stöds i dagens svenska regelverk, och sådana banor finns inte i Sverige.

### Rälsförhöjningsbrist
Kurvkraft med hänsyn taget till rälsförhöjning kallas inom svensk järnvägsterminologi ofta "rälsförhöjningsbrist" (engelska "cant deficiency", tyska "Überhöhungsfehlbetrag"). Rälsförhöjningsbrist är den rälsförhöjning som ytterligare skulle behövas för att jämna ut kurvkraften helt vid största tillåtna hastighet. En formel är: rälsförhöjningsbrist (hb)=spårvidd*kurvacceleration/tyngdacceleration, dvs rälsförhöjningsbrist är kurvacceleration gånger en konstant. Kurvacceleration=kurvkraft/massa och den är proportionell mot hastighet2/kurvradie.
Man väljer största tillåtna hastighet så att rälsförhöjningsbrist (kurvkraft) inte blir mer än tillåtet. I Sverige finns det fyra tågkategorier: Kategori A med hb max 100 mm, kategori B med hb max 150 mm, kategori C med hb max 180 mm och kategori S (lutande tåg) med hb max 245 mm.

### Hastigheter i horisontalkurvor
För fordonets maximala hastighet gäller följande samband: 
{\displaystyle R={\frac {11,\!8\cdot v^{2}}{h_{a}+h_{b}}}\quad eller\quad v={\sqrt {\frac {R\cdot (h_{a}+h_{b})}{11,\!8}}}}
där 
- R är kurvradie [m],
- v maximal hastighet [km/t],
- ha rälsförhöjning [mm],
- hb rälsförhöjningsbrist [mm] och
- Konstanten 11,8 kommer från 1,05*s/3,6²/g där s är spårvidd [mm], g är tyngdfaktorn [m/s²], 3,6 är omvandling mellan m/s och km/t och 1,05 är en godtycklig extramarginal som Trafikverket har lagt till.

I Sverige ansvarar Trafikverket för regelverket inom området järnvägar. Ämnet spårgeometri behandlas i TDOK 2014:0075. Dock medgav Transportstyrelsen den 9 mars 2017 ("Godkännande av motorvagn typ X74, MTR Nordic Express för trafik med höjd rälsförhöjningsbrist") att rälsförhöjningsbristen för motorvagnståget X74 får vara 180 mm, det vill säga samma värde som den franska statsjärnvägen SNCF började använda 1967 och den norska statsjärnvägen (NSB) 1982. 
Exempel: Hur snabbt kan X2000-tåget köra genom en kurva med radien 800 m, rälsförhöjningen 160 mm och rälsförhöjningsbristen 245 mm?
- R = 800 m
- v = sökt
- ha = 160 mm (max 160 mm i Sverige, prov i UK under 80-talet utfördes med framgång med 200 mm)
- hb = 245 mm (kat S)

Efter att ha satt in siffrorna i formeln blir svaret 165 km/t (motsvarande med motorvagnståget X74 är 151 km/t, d.v.s. 8 % långsammare). 
Nedan följer en lathund för vilken horisontalradie som krävs för en viss hastighet vid användandet av icke lutande vagnkorgar. Tre kategorier är inlagda; kategorierna A, B och C. 
- Kat A: rälsförhöjning 160 mm och rälsförhöjningsbrist 100 mm (t.ex. styva MD-boggier)
- Kat B: rälsförhöjning 160 mm och rälsförhöjningsbrist 153 mm (t.ex. mjuka Asea-boggier)
- Kat C: rälsförhöjning 160 mm och rälsförhöjningsbrist 180 mm (X74, dock tillämpat i Norge sedan 1982 och Frankrike 1967)

Notera att värdena är teoretiska; motorvagnståget X74 är endast godkänt för 200 km/t och kategori A och B ("åttiotalsvagnarna" från Statsföretag) klarar normalt inte över 160 km/t. 
| Kurvradie [m] | Kat A (Trafikverket) [km/t] | Kat B (Trafikverket) [km/t] | Kat C (Trafikverket) [km/t] |
| ------------- | --------------------------- | --------------------------- | --------------------------- |
| 1 000         | 148                         | 162                         | 169                         |
| 1.500         | 181                         | 199                         | 207                         |
| 2 000         | 209                         | 230                         | 240                         |
| 2 500         | 234                         | 257                         | 268                         |
| 3 000         | 257                         | 282                         | 294                         |
| 3 500         | 277                         | 304                         | 317                         |
| 4 000         | 296                         | 325                         | 339                         |

### Vid låga hastigheter
Vilken den minsta möjliga kurvradien är vid låg hastighet beror helt på fordonen. Koppel och tillhörande utrustning påverkar. 
Alla järnvägsfordon i Sverige görs så att de kan klara en radie ned till 150 m (gamla SJ-MAC lokregister). Med standardiserade skruvkoppel klarar man inte skarpare kurvor då de tillhörande buffertarna kan ta i varandra. På smalspåriga järnvägar har man ofta andra koppel då behovet av anpassning till en standard är mindre och smalspår ofta valts för att kunna ha snävare kurvor. Spårvagnar är speciellt anpassade till snäva kurvor och kan ofta ta kurvor med 20 m radie, även med normalspår.
Skarpa kurvor kan innebära en begränsning av hur tunga och långa tågen får vara, särskilt i uppförsbackar, eftersom vagnar kan välta i kurvor av för höga dragkrafter. Problemet är mindre om alla vagnar har samma last och man har ser till att lasta alla vagnar ungefär lika mycket. På så sätt kan de mycket tunga malmtågen på Malmbanan gå i ganska skarpa kurvor.

## Vertikalkurvor
På motsvarande sätt anges vertikala kurvradier när en stigning inleds eller avslutas och även dessa ges mjuka övergångar. I höga hastigheter kan ett krön eller en svacka kännas negativt för passagerarna, så man vill inte ha för liten vertikalradie. Övergången kallas då ramp där radien ökar linjärt.
Nedanstående formel gäller, där v är hastighet i km/h och a är tillåten kurvacceleration, vilket kan vara runt 0,3 m/s².
{\displaystyle R={\frac {v^{2}}{3,\!6^{2}\cdot a}}\quad eller\quad v=3,\!6\cdot {\sqrt {R\cdot a}}}

## Lutning
Stigningar mäts i promille (‰) eller vertikala meter per 1 000 horisontalmeter. För tunga godståg försöker man i Sverige ligga under 10 promille (i Schweiz 27 promille sedan 1880-talet, i USA ännu brantare). Vid större stigningar måste godstågens tyngd begränsas eller tyngre lok användas (i Schweiz t.ex. Ae 6/6). Ibland multipelkopplas lokomotiven men i USA har även förarhyttslösa, radiostyrda lokomotiv kopplats in i mitten av tågsätten. Banan Oslo-Göteborg har en backe på 26 ‰ i Halden vilket oftast hanteras med två lok hela vägen på godståg. Förr hade man ofta två lok på persontågen innan man började med motorvagnar.
Vid tunnelbanan i Stockholm används sedan 1950-talet 42 ‰ (Skanstullsbron), spårvagnar ännu brantare, ända upp till 60 ‰.
Passagerartåg är mindre känsliga för motlut, eftersom de har ett annat effekt/vikt-förhållande än godståg (8-20 kW/t för motorvagnar  istället för godstågens 3-5 kW/t), och större andel av totala antal axlar som är drivaxlar. Speciellt höghastighetståg (t.ex. tyska ICE 3 med 22 kW/t) har ett högt effekt/vikt-förhållande. Ofta har de hälften av antal axlar drivna, och spårvagnar har alla axlar drivna. För godståg har ofta loken runt 5 % av tågets axlar.
En del nya järnvägar i Sverige har byggts med 25 ‰ stigning, endast för persontåg, till exempel banan mellan Arboga och Örebro och banan mellan Helsingborg och Landskrona. Ännu brantare är lokaltågsbanan Citybanan i Stockholm, med 30 ‰. Om möjligt läggs stationerna på banans höjdpunkt, vilket på ett naturligt sätt bromsar in respektive skjutsar iväg vid acceleration (I tunnelbanor bygger man ofta tunnlar så). Stationerna längs Citybanan ligger nedanför backen, men där hade man inte något större val eftersom man måste gå under existerande tunnelbana (Blå linjen).

## Höghastighetsbanor
Under 2009 sker en utredning av Ostlänken, en höghastighetsbana mellan Stockholm och Jönköping. Baserat på hastigheten 320 km/t har Banverket fastställt följande geometriska krav på banan för sträckan Järna - Linköping: Projekt Ostlänken, Spårgeometri, 2005 :
- Rälsförhöjning < 180 mm
- Rälsförhöjningsbrist < 80 mm
- Horisontalradier > 4700 m (rekommenderat 6600 m)
- Vertikalradier > 26 000 m (rekommenderat 44000 m)
- Stigningar < 25 promille på 10 km (< 35 på 6 km)
- Spåravstånd > 4,5 m

## Övrigt
- Den enklaste och vanligaste typen av övergångskurva är den där både lutning och horisontell krökning varierar linjärt med spårets längd. De kartesiska koordinaterna för punkter utmed en sådan spiral definieras via Fresnels sin/cosinus integraler i en Cornus-spiral - ibland kallad klotoid.

- Vid projektering av en järnväg måste hänsyn tas till markens topografi och bebyggelser. Ibland måste man välja snävare kurvor och lägre STH.

- Historiskt var det Charles Vignoles som först 1835 publicerade beräkningar av spårgeometrier. 1837 kombinerade William Froude de vertikala och horisontella övergångskurvorna till en tredimensionell parabol. Lutningar intresserade man sig för redan under de första proven med ånglok på 1820-talet. De första experimenten antydde att man bara kunde ha små lutningar, så därför byggdes den första järnvägen för "riktiga" transportbehov med ånglok, Liverpool and Manchester Railway, med högst 10 ‰ lutning.